# Roland Rasser (Generalvikar)
Roland Rasser (* 28. Juni 1952 in Oberndorf bei Salzburg) ist ein österreichischer römisch-katholischer Geistlicher.

## Leben
Rasser legte 1970 seine Matura am Akademischen Gymnasium Salzburg ab und absolvierte anschließend den Präsenzdienst. Von 1971 bis 1977 studierte er Theologie, Sport und Geschichte in Salzburg. Zwischen 1976 und 1981 war er Lehrer und Erzieher am Werkschulheim Felbertal und anschließend bis 1984 Religionslehrer am Akademischen Gymnasium Salzburg. 1982 trat er in das Priesterseminar Salzburg ein. Am 5. März 1984 erhielt er in Maria Plain die Diakonweihe und am 29. Juni 1985 in Salzburg die Priesterweihe. Im Anschluss war er Kooperator in Saalfelden am Steinernen Meer und Militärkaplan. 1988 wechselte er als Kooperator nach Salzburg-St. Andrä. 1989 wurde er Präfekt im Erzbischöflichen Privatgymnasium Borromäum. 
1995 wurde Rasser Stadtpfarrer in Saalfelden, 2001 zusätzlich Dechant im Dekanat Saalfelden und 2011 Regionaldechant für Pongau, Pinzgau und Lungau. 2016 wurde ihm die Leitung des Erzbischöflichen Seelsorgeamtes übertragen, und er wurde Domkapitular am Salzburger Dom. 2017 ernannte ihn Erzbischof Franz Lackner zum Generalvikar der Erzdiözese Salzburg. Gleichzeitig blieb er Dompfarrer. Im September 2024 beendete er seinen Dienst als Generalvikar.